# Anne Dyer
Anne Dyer (ur. w lutym 1957 w Bradford) – brytyjska duchowna anglikańska, od 2018 biskup Aberdeen i Orkadów. Pierwsza w historii Szkocji kobieta powołana na urząd anglikańskiego biskupa diecezjalnego. 

## Życiorys
Jest absolwentką St Anne’s College w Oksfordzie, gdzie studiowała chemię. Jako osoba świecka pracowała dla koncernu Unilever. W 1984 rozpoczęła studia teologiczne i jednocześnie formację w anglikańskim seminarium duchownym w Oksfordzie. W 1987 otrzymała święcenia diakonatu w Kościele Anglii i została inkardynowana do diecezji Rochester. W 1989 ukończyła studia teologiczne, uzyskując magisterium na King's College London. W latach 1989–1994 pracowała w parafii w Luton, a dodatkowo od 1993 w diecezjalnym zespole ds. ewangelizacji. Po dopuszczeniu prezbiteratu kobiet, w 1994 otrzymała święcenia tego stopnia. 
W latach 1994–1998 była rezydentką parafii w Istead Rise. W 1998 została szefową wydziału rozwoju duszpasterstwa w kurii diecezjalnej. W 2000 otrzymała honorową godność kanonika. Z początkiem 2005 roku została przeniesiona do diecezji Durham, gdzie stanęła na czele seminarium duchownego. W 2011 przeszła z Kościoła Anglii do siostrzanego Szkockiego Kościoła Episkopalnego (przechodzenie wiernych i duchownych między Kościołami wspólnoty anglikańskiej jest w pełni dopuszczalne), gdzie została rektorem kościoła w Haddington w diecezji Edynburga. 
9 listopada 2017 r. ogłoszono jej nominację na biskupa diecezjalnego Aberdeen i Orkadów. 1 marca 2018 r. odbyła ingres do katedry w Aberdeen, w czasie którego przyjęła sakrę biskupią.  

### Życie prywatne
Biskup Dyer jest mężatką i ma córkę. 

## Poglądy
Poglądy prezentowane publicznie przez bp Dyer sytuują ją w najbardziej liberalnym nurcie anglikanizmu. W latach 2010. znalazła się wśród duchownych Szkockiego Kościoła Episkopalnego popierających udzielanie ślubów kościelnych parom jednopłciowym, a gdy Kościół ostatecznie dopuścił takie związki, Dyer w październiku 2017 r. - na krótko przed swoją nominacją biskupią - osobiście przewodniczyła nabożeństwu, w trakcie którego zawarto jedno z pierwszych takich małżeństw kościelnych w Szkocji. Objęcie biskupstwa przez osobę o tak liberalnym światopoglądzie wywołało wyrażane publicznie niezadowolenie części szkockiego duchowieństwa anglikańskiego, zaś niektórzy wysocy dostojnicy diecezji Aberdeen i Orkadów, w której większość wyższego duchowieństwa opowiedziała się wcześniej się przeciw kościelnemu uznawaniu związków homoseksualnych, woleli złożyć rezygnację z zajmowanych urzędów niż współpracować z nią.